# Ministère de la Santé (Espagne)
Pour les articles homonymes, voir Ministère de la Santé.
Le ministère de la Santé (en espagnol : Ministerio de Sanidad) est le département ministériel responsable de la santé publique en Espagne.
Il est actuellement dirigé, depuis le 21 novembre 2023, par Mónica García.
Le siège central du ministère se trouve Paseo del Prado, juste en face du Musée du Prado, à Madrid.

## Missions

### Fonctions
Le ministère est responsable de la proposition et la mise en œuvre des politiques gouvernementales en matière de santé, de planification et d'assistance sanitaire, ainsi que de l'exercice des compétences de l'État assurant aux Espagnols le droit à la protection de leur santé.

### Organisation
Le ministère de la Santé s'organise de la façon suivante :
- ministre de la Santé
  - secrétariat d'État à la Santé
    - secrétariat général de la Santé numérique, de l'Information et de l'Innovation du système national de santé
      - Direction générale de la Santé numérique et des Systèmes d'information pour le système national de santé

    - direction générale de la Santé publique et de l'Équité devant la santé
    - direction générale du Portefeuille commun des services du système national de santé et de la Pharmacie
    - direction générale de la Réglementation professionnelle
    - délégation du gouvernement pour le plan national des drogues

  - sous-secrétariat de la Santé
    - secrétariat général technique

  - commissaire pour la santé mentale

## Histoire
Le premier ministère chargé uniquement des questions de santé publique est créé en 1977, après la fin du franquisme, sous le nom de « ministère de la Santé et de la Sécurité sociale » (Ministerio de Sanidad y Seguridad Social). Réuni quatre ans plus tard au ministère du Travail pour former le ministère du Travail, de la Santé et de la Sécurité sociale (Ministerio de Trabajo, Sanidad y Seguridad Social), il retrouve son autonomie au mois de décembre 1981, mais il perd ses compétences sur la sécurité sociale et devient le ministère de la Santé et de la Consommation (Ministerio de Sanidad y Consumo).
Lors d'un important remaniement ministériel, en 2009, il obtient l'ensemble des compétences sur les politiques sociales et familiales, étant rebaptisé ministère de la Santé et de la Politique sociale (Ministerio de Sanidad y Política Social). À la suite du remaniement de 2010, il absorbe le ministère de l'Égalité et devient alors le ministère de la Santé, de la Politique sociale et de l'Égalité (Ministerio de Sanidad, Política Social e Igualdad). Avec le retour au pouvoir du Parti populaire (PP), il prend le titre de ministère de la Santé, des Services sociaux et de l'Égalité (Ministerio de Sanidad, Servicios Sociales e Igualdad) sans que ses compétences soient modifiées.

## Titulaires depuis 1977
| Nom                                       | Nom                                                   | Dates du mandat | Dates du mandat | Parti | Gouvernement(s)    |
| ----------------------------------------- | ----------------------------------------------------- | --------------- | --------------- | ----- | ------------------ |
|                                           | Enrique Sánchez de León                               | 05/07/1977      | 01/03/1979      | UCD   | Suárez II          |
|                                           | Juan Rovira Tarazona                                  | 06/04/1979      | 09/09/1980      | UCD   | Suárez III         |
|                                           | Alberto Oliart                                        | 09/09/1980      | 29/01/1981      | UCD   | Suárez III         |
|                                           | Jesús Sancho Rof (Travail, Santé et Sécurité sociale) | 26/02/1981      | 02/12/1981      | UCD   | Calvo-Sotelo       |
|                                           | Manuel Núñez Pérez                                    | 02/12/1981      | 28/10/1982      | UCD   | Calvo-Sotelo       |
|                                           | Ernest Lluch                                          | 02/12/1982      | 22/06/1986      | PSC   | González I         |
|                                           | Julián García Vargas                                  | 26/07/1986      | 12/03/1991      | PSOE  | González II et III |
|                                           | Julián García Valverde                                | 12/03/1991      | 15/01/1992      | PSOE  | González III       |
|                                           | José Antonio Griñán                                   | 15/01/1992      | 06/06/1993      | PSOE  | González III       |
|                                           | Ángeles Amador                                        | 14/07/1993      | 03/03/1996      | Aucun | González IV        |
|                                           | José Manuel Romay Beccaría                            | 05/05/1996      | 12/03/2000      | PP    | Aznar I            |
|                                           | Celia Villalobos                                      | 28/04/2000      | 10/07/2002      | PP    | Aznar II           |
|                                           | Ana Pastor                                            | 10/07/2002      | 14/03/2004      | PP    | Aznar II           |
|                                           | Elena Salgado                                         | 18/04/2004      | 06/07/2007      | Aucun | Zapatero I         |
|                                           | Bernat Soria                                          | 06/07/2007      | 07/04/2009      | Aucun | Zapatero I et II   |
|                                           | Trinidad Jiménez                                      | 07/04/2009      | 20/10/2010      | PSOE  | Zapatero II        |
|                                           | Leire Pajín                                           | 20/10/2010      | 20/11/2011      | PSOE  | Zapatero II        |
|                                           | Ana Mato                                              | 22/12/2011      | 27/11/2014      | PP    | Rajoy I            |
|                                           | Soraya Sáenz de Santamaría a.i.                       | 27/11/2014      | 03/12/2014      | PP    | Rajoy I            |
|                                           | Alfonso Alonso                                        | 03/12/2014      | 16/08/2016      | PP    | Rajoy I            |
|                                           | Fátima Báñez a.i.                                     | 16/08/2016      | 03/11/2016      | PP    | Rajoy I            |
|                                           | Dolors Montserrat                                     | 04/11/2016      | 07/06/2018      | PP    | Rajoy II           |
|                                           | Carmen Montón                                         | 07/06/2018      | 12/09/2018      | PSOE  | Sánchez I          |
|                                           | María Luisa Carcedo                                   | 12/09/2018      | 28/04/2020      | PSOE  | Sánchez I          |
|                                           | Salvador Illa                                         | 13/01/2020      | 27/01/2021      | PSC   | Sánchez II         |
|                                           | Carolina Darias                                       | 27/01/2021      | 28/03/2023      | PSOE  | Sánchez II         |
|                                           | José Manuel Miñones                                   | 28/03/2023      | 21/11/2023      | PSOE  | Sánchez II         |
|                                           | Mónica García                                         | 21/11/2023      | En fonction     | MM    | Sánchez III        |
| Titres successifs : - Depuis 2020 : Santé |                                                       |                 |                 |       |                    |

## Identité visuelle (logotype)

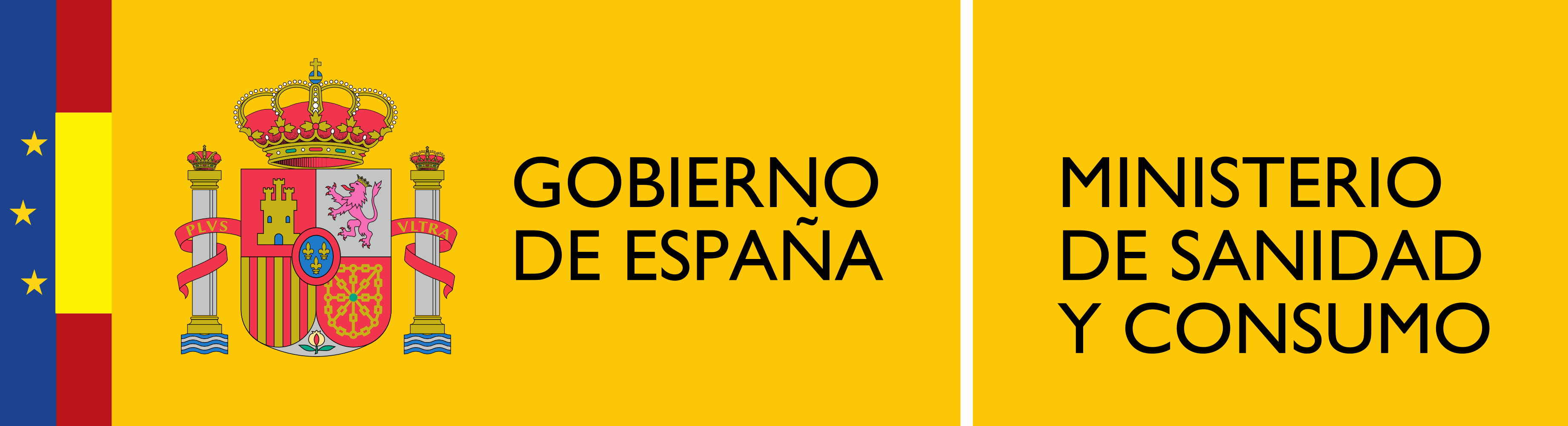
Logo du ministère de la Santé et de la Consommation entre 1981 et 2009.
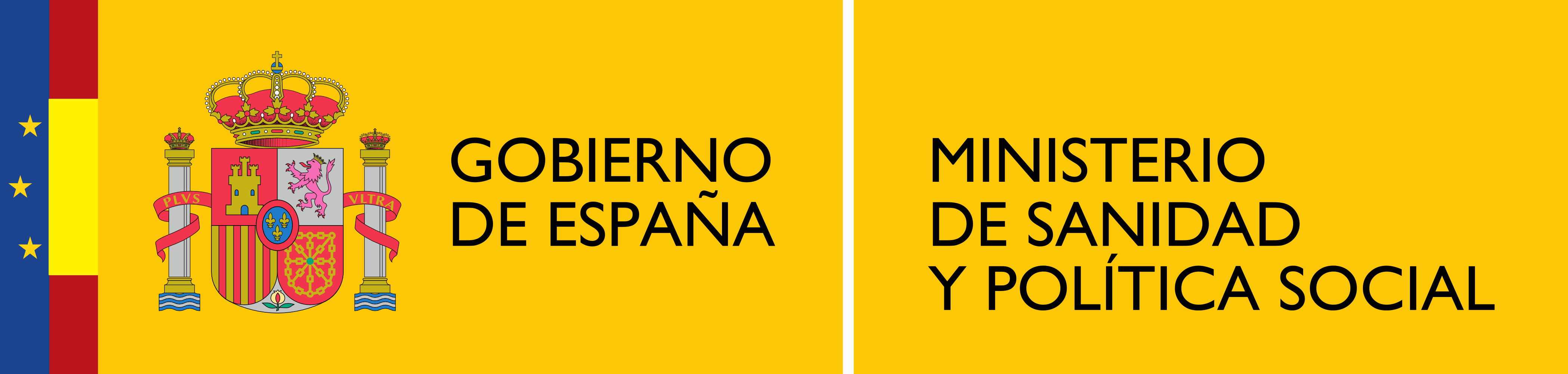
Logo du ministère de la Santé et de la Politique sociale entre 2009 et 2010.
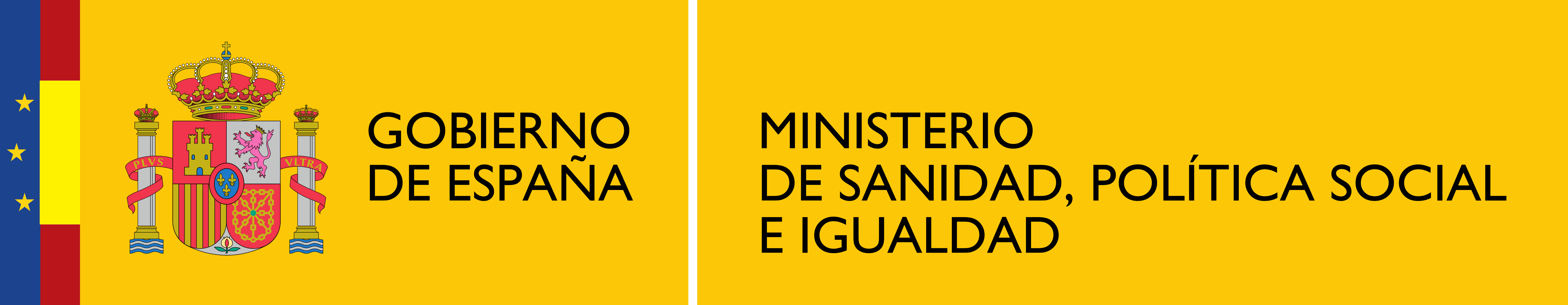
Logo du ministère de la Santé, de la Politique sociale et de l'Égalité entre 2010 et 2011.
Logo du ministère de la Santé, des Services sociaux et de l'Égalité entre 2011 et 2018.
Logo du ministère de la Santé, de la Consommation et du Bien-être social entre 2018 et 2020.
Logo du ministère de la Santé depuis 2020.